# Bullagummizoanthus
Bullagummizoanthus is een geslacht van neteldieren uit de klasse van de Anthozoa (bloemdieren).

## Soort
- Bullagummizoanthus emilyacadiaarum Sinniger, Ocaña & Baco, 2013